# Place du Saint-Philibert
La place du Saint-Philibert est une voie de Nantes, en France.
Sa particularité réside dans son existence administrative controversée : en effet, même si elle est recensée par les archives municipales, elle ne figure ni dans la base de données des voies de Nantes Métropole ni au cadastre, et aucune plaque ne la signale sur place. Néanmoins aucune délibération du conseil municipal portant sur sa suppression officielle n'a été enregistrée à ce jour.

## Situation et accès
Située dans le centre-ville de Nantes, la place, qui se trouve sur la partie ouest de l'ancienne île Gloriette, est théoriquement traversée par la rue Gaston-Veil, tout en étant au débouché de la rue Bias.

## Origine du nom
Elle rend hommage aux victimes du naufrage du Saint-Philibert qui le 14 juin 1931 fait près de 500 victimes dans l’estuaire de la Loire,, et dont le quai d'embarquement était tout proche.

## Historique
La place était de forme rectangulaire. Son angle sud-est était formé par les rues Bias et Bacqua. Au nord, elle était rejointe par la rue Ourdy, qui deviendra rue Haudaudine puis rue Gaston-Veil.
La voie, dénommée jusqu'alors « place de la Paix », est rebaptisée par délibération du conseil municipal du 30 novembre 1936.
Avant les années 1950, la place commandait également l'accès de la « rue Banier » à l'est. Ces deux voies disparaissent lors de la reconstruction de l'Hôtel-Dieu, détruit lors des bombardements alliés du 16 septembre 1943 durant la Seconde Guerre mondiale. L'emplacement de la rue Banier est désormais occupé par la chapelle de l'hôpital et par la morgue.

## Bâtiments remarquables et lieux de mémoire
Sur le côté est se trouve la chapelle de l'Hôtel-Dieu, construite en même temps que cet établissement de santé par l'architecte Michel Roux-Spitz entre 1952 et 1958. L'édifice en béton armé, pourvu de fin vitraux en verre éclaté, présente une monumentale façade, surmontée d'un clocher-mur dépourvu de cloches. La partie centrale de cette façade présente des bas-reliefs en pierre signés Raymond Delamarre (1890-1986), sculpteur néo-classique, premier Grand prix de Rome en 1919. Intitulé Les Aveugles voient, ce groupe de sculptures, réalisé en 1963, est organisé autour d'une croix chrétienne et présente douze tableaux qui ont pour thème les souffrances humaines. L'œuvre est un hommage aux progrès de la médecine,.